# Preet Gill
Preet Kaur Gill, née le 21 novembre 1972 à Birmingham,, est une femme politique britannique du Labour Co-operative Party et membre du Parlement pour Birmingham Edgbaston depuis 2017. Elle est la première femme députée sikh britannique.

## Jeunesse
Preet Kaur Gill est né le 21 novembre 1972 à Edgbaston, Birmingham, de Daljit Singh Shergill et de Kuldeep Kaur Shergill,. Son père était contremaître puis chauffeur de bus et sa mère travaillait comme couturière,. Daljit Singh était le président le plus ancien du guru Nanak Gurdwara Smethwick. Gill attribue à son père et à Lord King (le premier pair de vie sikh à la Chambre des lords) sa principale inspiration pour son ambition de se lancer en politique,.
Elle a six frères et sœurs plus jeunes. Ses premières études ont lieu à la Lordswood Girls' School et au Bournville College. À ce dernier, Gill est élue étudiante déléguée. Gill est diplômé de l'Université de Londres-Est avec un bachelor de première classe en sociologie. Après avoir obtenu son diplôme, elle travaille comme assistante sociale dans un kibboutz en Israël et aide des enfants sans-abris en Inde. Elle est élue conseillère du Sandwell Metropolitan Borough Council en 2012 et est réélue aux élections locales de 2016. Au conseil, elle a siégé au Cabinet pour la santé publique et la protection,. Gill soutient le maintien du Royaume-Uni dans l'Union européenne (UE) lors du référendum de 2016 sur l'adhésion à l'UE.

## Carrière parlementaire
Gill est choisie par le parti travailliste pour se présenter au siège de Birmingham Edgbaston le 28 avril 2017 Sa sélection fait suite à la décision de la précédente députée travailliste Gisela Stuart de ne pas se représenter, Stuart représentant Birmingham Edgbaston depuis 1997. Aux élections générales de 2017, Gill est désignée candidate du Labour Party et est élue députée avec 24 124 voix (55,3%) et une majorité de 6 917 (15,8%),. Elle est la première femme députée sikh britannique. Le 12 janvier 2018, elle est nommée au cabinet fantôme en tant que ministre du Développement international (rôle partagé avec Dan Carden).

## Vie privée
Preet est mariée à Sureash Singh Chopra depuis 2009 et ils ont deux filles. Il travaille comme assistant social. En plus de ses fonctions parlementaires, Gill continue à être conseillère du conseil de Sandwell et directrice non exécutive de la Spring Housing Association.